# Seconda grande migrazione afroamericana

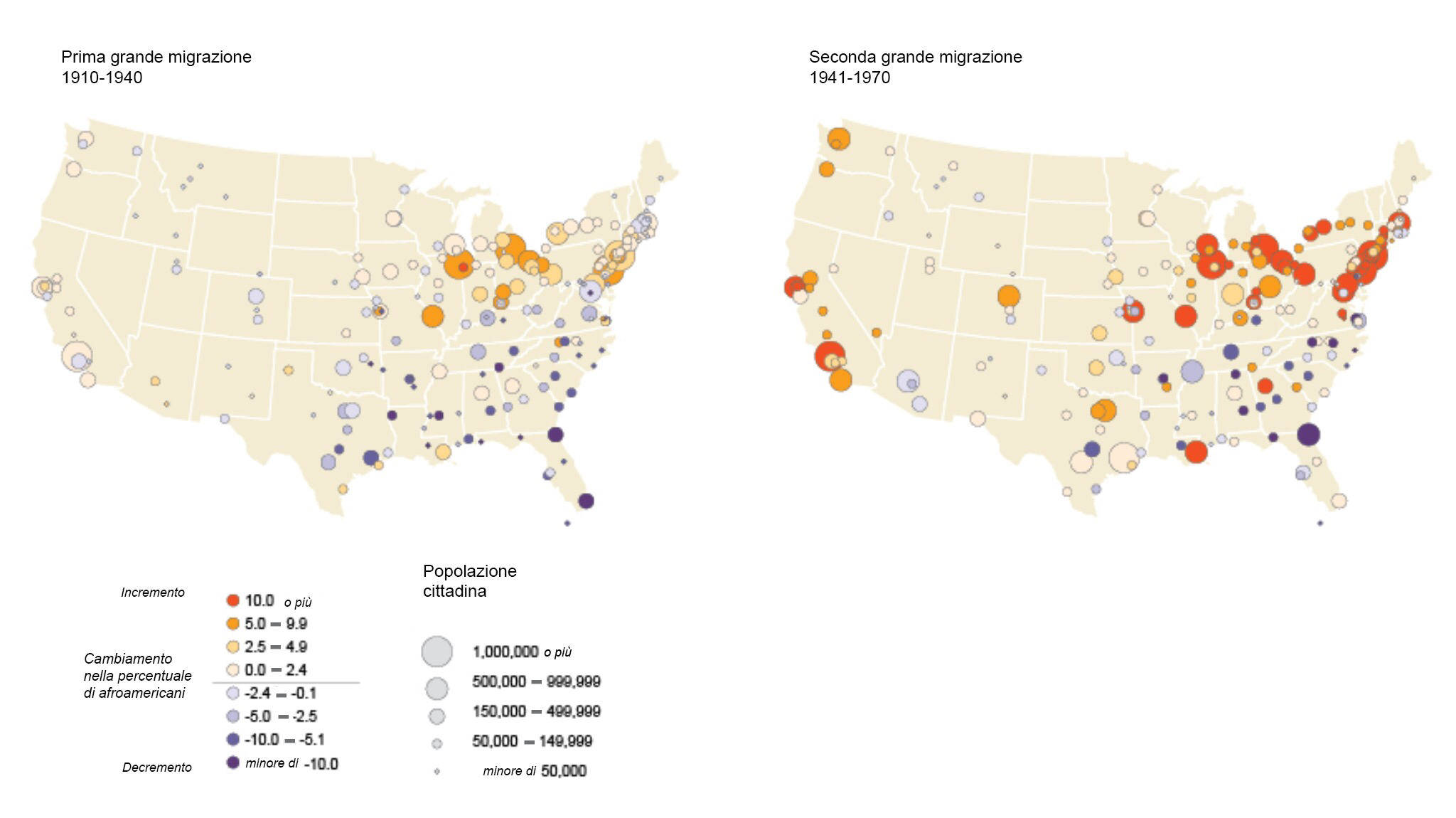
Grandi migrazioni degli afroamericani in USA 1910-1970

Nel contesto della storia degli Stati Uniti del XX secolo, la Seconda grande migrazione afroamericana è stata la migrazione di circa 5 milioni di afroamericani dal sud degli Stati Uniti agli Stati Uniti nord-occidentali  e agli Stati Uniti medio-occidentali. Ebbe inizio nel 1941, durante la seconda guerra mondiale, e durò fino al 1970. Aveva una portata e un carattere molto diverso rispetto alla prima grande migrazione (1916-1940), dove i migranti erano principalmente agricoltori rurali del Sud e si erano mossi solo verso gli stati di nord-est e gli stati medio-occidentali. Nella Seconda Grande Migrazione, il flusso migratori si estese anche verso l'Occidente, dove città come Los Angeles, Oakland, Phoenix, Portland e Seattle offrivano posti di lavoro qualificati nell'industria della difesa. Inoltre, gli afroamericani erano ancora vittime di discriminazione in alcune parti del paese, e molti cercarono di sfuggire a questo fenomeno.

## Insediamenti urbani
Rispetto ai migranti del periodo 1910-1940 che lavoravano nei campi, gli afroamericani provenienti dagli stati del sud vivevano e lavoravano già nelle aree urbane prima del loro trasferimento. Si trasferirono per cercare lavoro nelle fiorenti città industriali del nord e dell'ovest, anche nell'industria della difesa durante la seconda guerra mondiale. I lavoratori afroamericani provenienti dagli stati del sud, che erano stati costretti a lavori poco qualificati ed erano soggetti a segregazione, potevano ottenere posti di lavoro qualificati e ben retribuiti nei cantieri della California, dell'Oregon e dello stato di Washington e a sfuggire alla brutalità delle leggi Jim Crow.
Alla fine della Seconda Grande Migrazione, gli afroamericani erano diventati una popolazione altamente urbanizzata. Più dell'80% viveva nelle città, una percentuale maggiore rispetto al resto della società americana. Il 53% era rimasto negli Stati Uniti del sud, mentre il 40% viveva del Nord-Est e del Nord Centrale e il 7% negli stati occidentali.
Tuttavia, i lavori affidati agli afroamericani durante la seconda guerra mondiale erano spesso solo di supporto e potevano essere estremamente pericolosi. Nel 1944, due carichi di munizioni esplosero a Port Chicago, in California, causando la morte di 320 persone (di cui 202 afro-americani) oltre a più di 300 feriti. L'avvenimento causò una protesta degli operai e più di cinquanta di loro furono accusati di ammutinamento e condannati alla reclusione.
Nei primi decenni del ventesimo secolo, i lavoratori agricoli afroamericani lavoravano come mezzadri, le donne come domestiche, e sentivano l'esigenza di un maggiore benessere economico. Inoltre, con l'avvento della meccanizzazione in agricoltura, calò la richiesta di manodopera e i lavoratori agricoli furono costretti a cercare lavoro altrove. La migrazione verso nord e ovest dal sud era un modo per migliorare il loro stato economico. La seconda guerra mondiale comportò anche una penuria di manodopera a causa degli arruolamenti. Di conseguenza, i datori di lavoro negli stati settentrionali e occidentali iniziarono a reclutare neri provenienti dal sud per tenere il passo con le richieste della nazione per lo sforzo bellico. La migrazione fu guidata anche da altri fattori, come le opportunità di istruzione, e dal desiderio di sfuggire alla violenza razziale.

## Segregazione razziale urbana
L'arrivo degli afroamericani nelle città che videro grandi migrazioni di questi ultimi causò una "segregazione spaziale" con aree omogenee di neri o di bianchi. Si stima che nel 1960 meno dell'1% dei 461.000 residenti neri di Los Angeles vivessero in comunità senza una maggioranza nera, con conseguente segregazione di fatto.
Furono costruiti per i migranti interi quartieri nelle zone in cui gli urbanisti volevano che vivessero, come nel caso del South Side di Chicago o del South Los Angeles che, rispettivamente negli anni Venti e negli anni Trenta furono destinate alla popolazione afroamericana. Le abitazioni costavano poco, e questo incoraggiava i neri della classe operaia ad acquistarle, ma erano collocate intenzionalmente lontano dai quartieri bianchi. Anche la rete viaria contribuiva all'isolamento delle minoranze, i cui componenti cercavano sicurezza e trattamento non discriminatorio nelle zone in cui abitavano. I residenti nelle aree tradizionalmente abitate dai bianchi, man mano che i neri si trasferivano in quelle zone, si spostarono, solitamente verso la periferia. Il fenomeno è stato chiamato White Flight ed ha avuto come conseguenza che il 70% dei neri che operano in una data area metropolitana vivono nel centro della città mentre solo il 30% dei bianchi, che operano all'interno della stessa città, vive nel centro della città. Il fenomeno è stato incoraggiato dal fatto che i bianchi proprietari di immobili hanno venduto le loro case ad agenti immobiliari ad un prezzo basso, spesso a causa delle tattiche delle stesse compagnie immobiliari. Gli agenti avrebbero quindi incoraggiato l'acquisto delle proprietà da parte delle famiglie afroamericane che volevano spostarsi dai quartieri sovraffollati in cui vivevano. Nel 1963 fu promulgato il Rumford Fair Housing Act che bandiva la discriminazione negli alloggi. Esso fu, di fatto, annullato dalla Proposition 14 della California nel 1964. Questa legislazione, sponsorizzata dalla California Real Estate Association e dai conservatori, affermava il diritto del proprietario a rifiutarsi di vendere, affittare le case in base alla razza del compratore o dell'affittuario: questa fu la causa diretta della rivolta di Watts nel 1965. Nel 1966, la Corte suprema ha invalidato la Proposition 14 e ripristinato il Fair Housing Act.